# كارلوس سافيو
كارلوس سافيو (بالإسبانية: Carlos Fernando Savio)‏ هو لاعب كرة قدم أوروغواياني في مركز الدفاع، ولد في 1 مايو 1978 في مونتيفيديو في الأوروغواي. لعب مع نادي رينتيستاس.